# Сьомочисельники

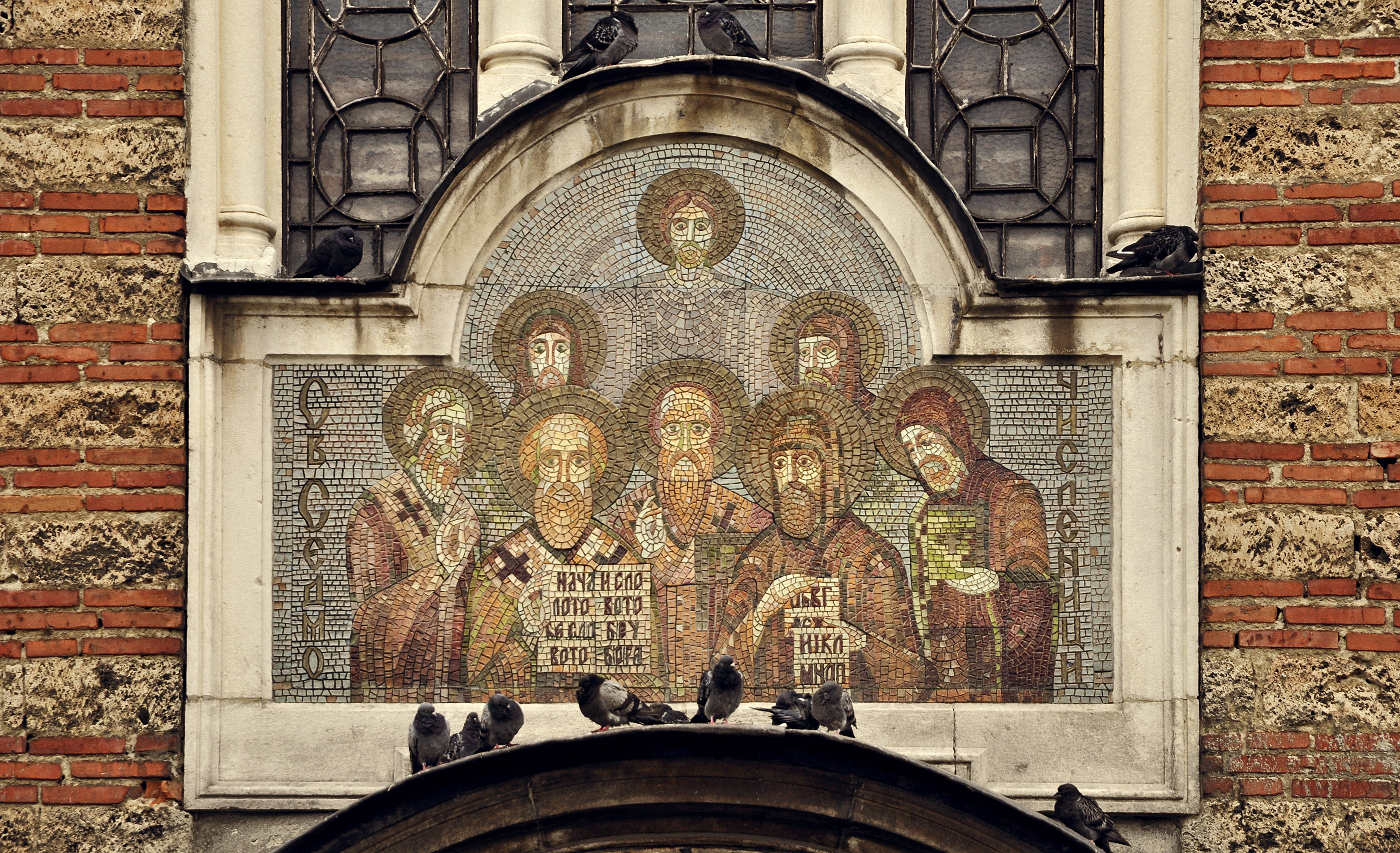
Мозаїка у Церкві святих Сьомочисельників у Софії

Сьомочисельники (болг. Седмочисленици) — сім православних святих, яких особливо вшановують у Болгарській православній церкві з X століття.
Зокрема, їх шанують як творців та поширювачів глаголиці та кирилиці. Цими святими є Кирило і Мефодій, які створили глаголицю, та їхні п'ять учнів: Климент, Наум, Сава, Горазд та Ангеляр. У Сербській православній церкві останніх також називають п'яточисельниками (серб. Петочисленици). Хоча Костянтин Преславський вважається безпосереднім учнем Мефодія, Церква традиційно не включає його, оскільки він не канонізований.
Православна церква України вшановує Кирила та Мефодія окремо 11 травня як рівноапостольних. Болгарська православна церква встановила 27 липня днем упокоєння Климента Охридського та святом Семи апостолів.